# Procentavtalet

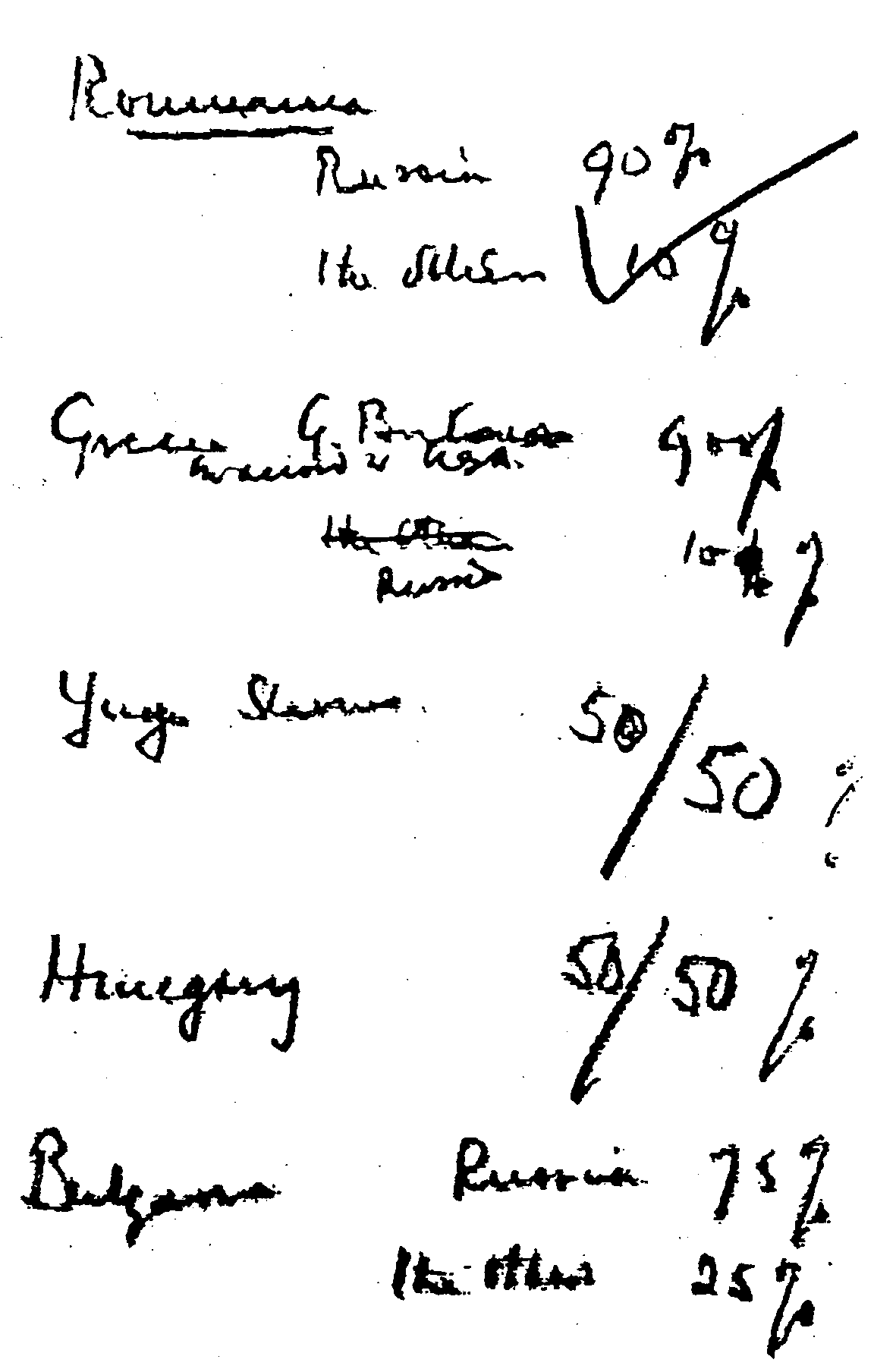
Pappret där Procentavtalet uppgjordes.

Procentavtalet, även procentöverenskommelsen, var en överenskommelse mellan Winston Churchill och Josef Stalin om hur man skulle dela upp sydöstra Europa i intressesfärer. Den 9 oktober 1944 träffades de två ledarna i Moskva. Churchill föreslog att Sovjetunionen skulle ha 90 procents inflytande i Rumänien och 75 procent i Bulgarien; Storbritannien skulle ha 90 procent i Grekland; i Ungern och Jugoslavien föreslog Churchill att de skulle ha 50 procent var. Churchill skrev ned siffrorna på ett papper som han gav till Stalin. Den sovjetiske ledaren satte en bock på papperet. 
"Kommer det inte tyckas cyniskt om det framkommer att vi beslutat om dessa spörsmål, som är av livsviktig betydelse för miljontals människor, på ett så märkligt sätt? Låt oss bränna upp papperet", sa Churchill.
"Nej, behåll det ni", svarade Stalin.
Utrikesministrarna Anthony Eden och Vjatjeslav Molotov förhandlade sedan i två dagar om procentsatserna, vilket ledde till att det sovjetiska inflytandet i Bulgarien och, vilket var mer anmärkningsvärt, Ungern höjdes till 80 procent. Stalin höll sitt löfte i Grekland; i inbördeskriget stödde Storbritannien regeringsstyrkorna men Sovjetunionen bistod inte den kommunistiska gerillan.